# Luca Kjerrumgaard
Luca Tange Kjerrumgaard (* 9. Februar 2003) ist ein dänischer Fußballspieler.
Er hatte in Odense bei einem Amateurverein mit dem Fußballspielen begonnen, bevor er innerhalb der Stadt zu Odense Boldklub wechselte. Dort spielt Kjerrumgaard bis heute, wobei er zweimal verliehen wurde. 

## Karriere
Luca Kjerrumsgaard stammt von der Insel Fünen und spielte im Hauptort Odense, einer der größten dänischen Städte, beim Amateurverein Dalum IF, bevor er innerhalb der Stadt in die Jugendabteilung von Odense Boldklub wechselte. Er durchlief im Verein alle Nachwuchsmannschaften, ehe er am 18. Juli 2022 im Alter von 19 Jahren schließlich sein Profidebüt gab. Dabei wurde Kjerrumgaard beim 2:2 gegen den FC Nordsjælland in der Superliga kurz vor Ende der regulären Spielzeit eingewechselt.
Allerdings wurde er Ende August 2022 an den Zweitligisten Nykøbing FC verliehen und bei diesem Verein wurde er Stammspieler. Luca Kjerrumgaard schoss 13 Tore, konnte allerdings mit seinem Verein den Abstieg in die dritte Liga nicht verhindern. Das Ende des Leihvertrages war gleichbedeutend mit der Rückkehr zu „OB“, doch diese verliehen ihn Ende des Monats August 2023 erneut an einen anderen Klub. Nun hieß der neue vorläufige Verein Stabæk IF in Norwegen. Im Trikot dieses Vereins, beheimatet im Osloer Vorort Bærum, kam Kjerrumgaard häufig zum Einsatz, doch zumeist war er Einwechselspieler. Auch mit Stabæk stieg er ab – nun von der ersten in die zweite Liga –, womit auch dieser Leihaufenthalt mit einem Gang in eine niedere Spielklasse endete.
Zurück auf Fünen, musste Luca Kjerrumgaard mit Odense BK in die Abstiegsrunde und schoss am 6. Mai 2024 im Auswärtsspiel bei Vejle BK in der Nachspielzeit den Treffer zum 2:3-Endstand. Auch in den nächsten drei Spielen schoss er jeweils ein Tor, dennoch musste der Traditionsverein aus Odense zum Ende der Saison 2023/24 aus der Superliga absteigen, womit Kjerrumgaard innerhalb von einem Jahr dreimal in seiner Karriere abgestiegen war.